# Stor-Dystamnet
Stor-Dystamnet är en sjö i Älvdalens kommun i Dalarna och ingår i Dalälvens huvudavrinningsområde. Sjön har en area på 0,0913 kvadratkilometer och ligger 441,4 meter över havet.

## Delavrinningsområde
Stor-Dystamnet ingår i det delavrinningsområde (677171-139385) som SMHI kallar för Inloppet i Millsjön. Medelhöjden är 377 meter över havet och ytan är 37,65 kvadratkilometer. Räknas de 4 avrinningsområdena uppströms in blir den ackumulerade arean 69,52 kvadratkilometer. Littran som avvattnar avrinningsområdet har biflödesordning 4, vilket innebär att vattnet flödar genom totalt 4 vattendrag innan det når havet efter 388 kilometer. Avrinningsområdet består mestadels av skog (85 procent). Avrinningsområdet har 0,39 kvadratkilometer vattenytor vilket ger det en sjöprocent på 1 procent.